# Русава (Ямпольский район)
Руса́ва (укр. Русава, пол. Rusawa) — село в Ямпольском районе Винницкой области Украины.
Код КОАТУУ — 0525684301. Население по переписи 2001 года составляет 1212 человек. Почтовый индекс — 24510. Занимает площадь 3,49 км².

## Религия
В селе действует храм святого пророка Божьего Илии Ямпольского благочиния Могилёв-Подольской епархии Украинской православной церкви.

## Адрес местного совета
24510, Винницкая обл., Ямпольский р-н, с. Русава, пл. Победы, 4, тел. 2-79-45.

## Галерея
- Памятник советским воинам, погибшим в Великой Отечественной войне 1941-45
- Дом культуры
- Храм святого пророка Илии
- Панорамный вид на село
- Мост через Русаву